# Oroszország uralkodóinak listája
Az alábbi táblázatok Oroszország uralkodóinak névsorát tartalmazzák. Nehéz megállapítani, hogy mikortól létezik az Oroszországnak nevezett államalakulat, ugyanis a történelem folyamán lassan alakult ki a mai állam:
- A Kijevi Rusz (864–1263): Az első táblázat a legkorábbról ismert uralkodók névsorát is tartalmazza. Így a skandináv származású varégok által megalapított uralkodóházakkal kezdődik a lista. Az orosz történelem kezdetén a Dnyeper/Volga vidékét szlávok népesítették be, és később megjelentek a svéd eredetű viking törzsek, a varégoknak, hogy a dnyeperi kereskedelmi úton összeköttetés teremtsenek és kereskedelmet folytassanak Bizánccal, így fellendítették a mai Oroszország városállamait. – A szlávok lassan teljesen magukba olvasztották a varégokat, akik ugyan megőrizték vezető szerepüket, de nyelvüket és skandináv nevüket elveszítették. 862-ben kor legjelentősebb városállamában, Novgorodban az egyik varég családnak Rurik vezetésével sikerült megszereznie a legfőbb hatalmat, és vagyonukra alapozva létrehozták a Rurik-dinasztiát, más vikingek pedig Kijevben rendezkedtek be. Rurik rokona és utóda, Oleg helyezte át a Rurikok székhelyét 882-ben Kijevbe, ahol fejedelemként (knyaz) uralkodott. Ugyancsak fejedelem volt a következő három uralkodó is (I. Igor, Olga és I. Szvjatoszláv). Szvjatoszláv volt az első, aki fiai között megosztotta a hatalmat, ettől kezdve a kijevi fejedelmet (elsőként I. Jaropolkot) kezdték nagyfejedelemnek (velikij knyaz) nevezni.[2] – A Kijevi Rusz kiterjesztette hatalmát a mai Oroszország nyugati részének nagy részére. A Rurikidák a legtöbb hercegségben megszerezték a vezető szerepet, azonban az egyre erősebb uradalmak belviszályokat okoztak, amelyek lassan felemésztették a Ruszt. Már 1054-ben, Bölcs Jaroszláv halála után az egységes állam egymással viszálykodó fejedelemségekre bomlott, melyek közt Kijev fősége csak névlegesnek volt tekinthető.
- A Vlagyimiri Nagyfejedelemség (1168–1362): Kijev lassú hanyatlása mellett fokozatosan vált egyre jelentősebbé az I. András által 1168-ban alapított Vlagyimiri Nagyfejedelemség. 1237-ben azonban az óorosz fejedelemségek keleti határainál megjelentek a mongolok, akiknek seregei előtt sorra estek el a legerősebb államok is, így Vlagyimir is. Az óorosz állam ismét számos kisebb fejedelemségre hullott szét, amelyek részben a mongol Arany Horda, majd az ennek örökébe lépő tatár kánságok fennhatósága alá kerültek. I. Sándor alatt (1252–1263) ismét egy virágzó korszak jött ugyan el, de a 14. század elejére újra meggyengült a fejedelemség.
- A Moszkvai Nagyfejedelemség (1263–1547): Ebben az ínséges időszakban ragyogott fel a 13. század végén alapított Moszkvai Nagyfejedelemség csillaga, ugyanis az egyetlen fejedelemség volt, amely jó kereskedelmi lehetőségeit kihasználva meg tudott egyezni a tatárokkal, és fejlődni tudott. Már Pénzeszsák Ivánnak (1325–1340) sikerült megszereznie a vlagyimiri nagyfejedelemség területeit, Nagy Iván (1462–1505) és III. Vaszilij (1505–1533) korára pedig beolvasztotta a többi fejedelemséget és egyesítetette az orosz területeket. A gyarapodó fejedelemség ezzel párhuzamosan úgy megerősödött, hogy képes volt 1480-ra véglegesen legyőzni a tatárokat, és felszabadítani a területeket a megszállók alól. Ezen okokból a moszkvai fejedelmek a 15. századra már felvehették az egész Rusz uralkodója címet. Az állam szerepét emellett növelte, hogy Bizánc elfoglalása (1453) után Moszkva lett az ortodox egyház központja.
- A cári Oroszország (1547–1917): Tulajdonképpen a Moszkvai Nagyfejedelemségből alakult ki 1547-ben a cári Oroszország, amikor IV. Iván nagyfejedelem hivatalosan is felvette a cári (tkp. császári) címet, mely a Bizánc császárok örököseként tüntette fel az orosz fejedelmeket. (Három Róma elmélet). 1598-ban kihalt a Rurik-dinasztia moszkvai ága, és egy 15 évig tartó bizonytalan – a Zűrzavaros idők névvel illetett – időszak következett, melynek végét a Romanov-ház 1613-as trónrajutása jelentette. – Az államalakulatot Nagy Péter reformjai után, 1721. október 22-től kezdték Orosz Birodalomnak nevezni, ekkortól az uralkodó hivatalos címe az egész Oroszország császára (Императоръ Всероссійскій – Imperator Vszerosszijszkij), vagy egész Oroszország császárnője (Императрица Всероссійская – Imperatrica Vszerosszijszkaja), de a mindennapokban továbbra is inkább a cárt, illetve cárnőt használták. Nem sokkal később, 1762-ben kihalt a Romanov ház is, és III. Péter cár trónra lépésével az Oldenburg-ház egyik oldalága, a – leányágon romanovi rokonsággal rendelkező – Holstein–Gottorp-ház került a trónra, így ettől kezdve az Orosz Birodalom urai a Holstein–Gottorp–Romanov-házból kerültek ki. A dinasztia és a cári Oroszország végét az 1917-es polgári demokratikus forradalom jelentette, ahol az utolsó orosz cárt, II. Miklóst megfosztották trónjától.
- Jegyzet: A dátumok az 1582-től – a más országokban – akkor bevezetésre került Gergely-naptár szerint vannak megadva. Oroszországban hivatalosan csak 1917-ben vezették be a Gergely-naptárt.

## Kijevi nagyfejedelmek (864–1263)
| N | Portré | Dinasztia  | Uralkodó                                                  | Orosz név                       | Uralkodott          | Megjegyzés                                                            |
| --- | ------ | ---------- | --------------------------------------------------------- | ------------------------------- | ------------------- | --------------------------------------------------------------------- |
| [1.] [2.] | –      | nem ismert | Aszkold és Dir                                            | Аскoльд és Дир                  | 864?–882 (18? évig) | Eredeti nevükön: Haskuldr vagy Höskuldr, ill. Dyri.                   |
| [3.] |        | Rurikidák  | Oleg * 845 körül † 912                                    | Олег Вещий                      | 882–912 (30 évig)   | Eredeti nevén: Helgi vagy Helge.                                      |
| [4.] |        | Rurikidák  | I. Igor * 876/878 † 945                                   | Игорь Рюрикович                 | 912–945 (33 évig)   | Eredeti nevén: Ingvar.                                                |
| [5.] |        | Rurikidák  | Szent Olga * 890 körül † 969. július 11.                  | Княги́ня О́льга                   | (945–962) (17 évig) | I. Igor özvegye. Eredeti nevén: Helga. Régensnőként léphetett trónra. |
| [6.] |        | Rurikidák  | I. Szvjatoszláv * 915 körül † 972 márciusa                | Святосла́в И́горевич              | 962–972 (10 évig)   | I. Igor és Olga fia.                                                  |
| [7.] |        | Rurikidák  | I. Jaropolk * 942 † 978. június 11.                       | Яропо́лк Святосла́вич             | 972–980 (6 évig)    | I. Szvjatoszláv fia. Eredeti nevén: Valdmarr.                         |
| [8.] |        | Rurikidák  | I. Szent Vlagyimir * 956 † 1015. július 15.               | Влади́мир I Святосла́вич          | 978–1015 (37 évig)  | I. Szvjatoszláv fia.                                                  |
| [9.] |        | Rurikidák  | I. Elátkozott Szvjatopolk * 978 † 1019. július 24.        | Святопо́лк Влади́мирович          | 1015–1016 (1 évig)  | I. Jaropolk fia.                                                      |
| [10.] |        | Rurikidák  | I. Bölcs Jaroszláv * 979 † 1054. február 20.              | Яросла́в Влади́мирович            | 1016–1018 (2 évig)  | I. Vlagyimir fia. Eredeti nevén: Jarizleifr.                          |
| [9.] |        | Rurikidák  | I. Szvjatopolk (2x)                                       | Святопо́лк Влади́мирович          | 1018–1019 (1 évig)  |                                                                       |
| [10.] |        | Rurikidák  | I. Jaroszláv (2x)                                         | Яросла́в Влади́мирович            | 1019–1054 (35 évig) |                                                                       |
| Bölcs Jaroszláv lényegében három részre osztotta országát három legidősebb fia között. Halála után a legidősebb fia örökölte a központi területeket: Kijevet, Novgorodot, Pszkovot, fiatalabb fiai a később szerzett földek urai lettek. A népes családban azonban csakhamar állandósult a viszálykodás, a vetélkedés a jobban jövedelmező, tekintélyesebb fejedelemségek birtoklásáért, Kijev fősége pedig kezdett névlegessé válni. |        |            |                                                           |                                 |                     |                                                                       |
| [11.] |        | Rurikidák  | I. Izjaszláv * 1024 † 1078. október 3.                    | Изясла́в Яросла́вич               | 1054–1068 (14 évig) | I. Jaroszláv fia.                                                     |
| [12.] |        | Rurikidák  | Látnok Vszeszláv * 1029 † 1101. április 14.               | Всесла́в Брячисла́вич             | 1068–1069 (1 évig)  | I. Vlagyimir dédunokája.                                              |
| [11.] |        | Rurikidák  | I. Izjaszláv (2x)                                         | Изясла́в Яросла́вич               | 1069–1073 (4 évig)  |                                                                       |
| [13.] |        | Rurikidák  | II. Szvjatoszláv * 1027 † 1076. december 27.              | Святосла́в Яросла́вич             | 1073–1076 (3 évig)  | I. Jaroszláv fia.                                                     |
| [14.] |        | Rurikidák  | I. Békés Vszevolod * 1029/1030 † 1093. április 13.        | Все́волод Яросла́вич              | 1076–1077 (1 évig)  | I. Jaroszláv fia.                                                     |
| [11.] |        | Rurikidák  | I. Izjaszláv (3x)                                         | Изясла́в Яросла́вич               | 1077–1078 (1 évig)  |                                                                       |
| [14.] |        | Rurikidák  | I. Vszevolod (2x)                                         | Все́волод Яросла́вич              | 1078–1093 (15 évig) | I. Jaroszláv fia.                                                     |
| [15.] |        | Rurikidák  | II. Szvjatopolk * 1050. november 8. † 1113. április 16.   | Святопо́лк (Михаи́л) Изясла́вич    | 1093–1113 (20 évig) | I. Izjaszláv fia.                                                     |
| [16.] |        | Rurikidák  | II. Vlagyimir Monomah * 1053. május 26. † 1125. május 19. | Влади́мир Все́володович Монома́х   | 1113–1125 (12 évig) | I. Vszevolod fia.                                                     |
| [17.] |        | Rurikidák  | I. Nagy Msztyiszláv * 1076. június 1. † 1132. április 14. | Мстисла́в Влади́мирович Вели́кий   | 1125–1132 (7 évig)  | II. Vlagyimir fia.                                                    |
| I. Msztyiszláv 1132-es halála után Kijev végleg elvesztette központi szerepét, a távolabbi fejedelmi központok lassan önállósodtak, és az ottani fejedelmek közül sokan nagyfejedelemnek kezdték magukat címeztetni, ezzel is jelezve, hogy nincsenek alávetve Kijevnek. |        |            |                                                           |                                 |                     |                                                                       |
| [18.] |        | Rurikidák  | II. Jaropolk * 1082 † 1139. február 18.                   | Яропо́лк Влади́мирович            | 1132–1139 (7 évig)  | II. Vlagyimir fia..                                                   |
| [19.] | –      | Rurikidák  | Vjacseszláv * 1083 † 1154. február 2.                     | Вячесла́в Влади́мирович           | 1139 (pár hónapig)  | II. Vlagyimir fia.                                                    |
| [20.] |        | Rurikidák  | II. Vszevolod * 1084 † 1146. augusztus 1.                 | Все́волод О́льгович               | 1139–1146 (7 évig)  | II. Szvjatoszláv unokája.                                             |
| [21.] |        | Rurikidák  | II. Szent Igor * 1096 † 1147. szeptember 19.              | И́горь О́льгович                  | 1146 (pár hónapig)  | II. Vszevolod testvére.                                               |
| [22.] |        | Rurikidák  | II. Izjaszláv * 1097 † 1154. november 13.                 | Изясла́в Мстисла́вич              | 1146–1149 (3 évig)  | I. Msztyiszláv fia.                                                   |
| [23.] |        | Rurikidák  | I. Hosszúkezű György * 1090 körül † 1157. május 15.       | Ю́рий (Гео́ргий) Влади́мирович     | 1149–1151 (2 évig)  | II. Vlagyimir fia.                                                    |
| [19.] | –      | Rurikidák  | Vjacseszláv (2x)                                          | Вячесла́в Влади́мирович           | 1151–1154 (3 évig)  |                                                                       |
| [22.] |        | Rurikidák  | II. Izjaszláv (2x)                                        | Изясла́в Мстисла́вич              | 1151–1154 (3 évig)  |                                                                       |
| [24.] |        | Rurikidák  | I. Szent Rosztyiszláv * 1108 † 1167. március 14.          | Ростисла́в Мстисла́вич            | 1154 (pár hónapig)  | I. Msztyiszláv fia.                                                   |
| [25.] |        | Rurikidák  | III. Izjaszláv † 1161. március 6.                         | Изяслав Давыдович               | 1154–1155 (1 évig)  | II. Szvjatoszláv unokája.                                             |
| [23.] |        | Rurikidák  | I. Hosszúkezű György (2x)                                 | Ю́рий (Гео́ргий) Влади́мирович     | 1155–1157 (2 évig)  |                                                                       |
| [25.] |        | Rurikidák  | III. Izjaszláv (2x)                                       | Изяслав Давыдович               | 1157–1158 (1 évig)  |                                                                       |
| [24.] |        | Rurikidák  | I. Rosztyiszláv (2x)                                      | Ростисла́в Мстисла́вич            | 1159–1167 (8 évig)  |                                                                       |
| [25.] |        | Rurikidák  | III. Izjaszláv (3x)                                       | Изяслав Давыдович               | 1161 (pár hónapig)  | Társuralkodó (?)                                                      |
| [26.] |        | Rurikidák  | II. Msztyiszláv * 1126 † 1170. augusztus 19.              | Мстисла́в Изясла́вич              | 1167–1169 (2 évig)  | II. Izjaszláv fia.                                                    |
| [27.] | –      | Rurikidák  | Gleb † 1171. január 20.                                   | Глеб Ю́рьевич                    | 1169 (pár hónapig)  | I. Jurij fia.                                                         |
| [26.] |        | Rurikidák  | II. Msztyiszláv (2x)                                      | Мстисла́в Изясла́вич              | 1169–1170 (1 évig)  |                                                                       |
| [27.] | –      | Rurikidák  | Gleb (2x)                                                 | Глеб Ю́рьевич                    | 1170–1171 (1 évig)  |                                                                       |
| [28.] | –      | Rurikidák  | III. Vlagyimir * 1132 † 1171. május 30.                   | Владимир Мстиславич             | 1171 (pár hónapig)  | I. Msztyiszláv fia.                                                   |
| [29.] |        | Rurikidák  | I. Mihály * 1151 † 1176. június 20.                       | Миха́лко (Михаи́л) Ю́рьевич        | 1171 (pár hónapig)  | I. Jurij fia.                                                         |
| [30.] | –      | Rurikidák  | I. Roman * 1150 körül † 1180. június 14.                  | Роман Ростиславич               | 1171–1173 (2 évig)  | I. Rosztyiszláv fia.                                                  |
| [31.] |        | Rurikidák  | III. Nagyfészkű Vszevolod * 1154 † 1212. április 13.      | Все́волод Ю́рьевич Большо́е Гнездо́ | 1173 (pár hónapig)  | I. Jurij fia. Vlagyimiri nagyfejedelem is.                            |
| [32.] | –      | Rurikidák  | II. Rurik * 1140 † 1210. április 19.                      | Рюрик Ростиславич               | 1173 (pár hónapig)  | I. Rosztyiszláv fia.                                                  |
| [33.] |        | Rurikidák  | III. Szvjatoszláv * 1123 † 1194. július 25.               | Святослав Всеволодович          | 1174 (pár hónapig)  | II. Vszevolod fia.                                                    |
| [34.] |        | Rurikidák  | II. Jaroszláv * 1132 körül † 1180                         | Яросла́в Изясла́вич               | 1174–1175 (1 évig)  | II. Izjaszláv fia.                                                    |
| [30.] | –      | Rurikidák  | I. Roman (2x)                                             | Роман Ростиславич               | 1175–1177 (2 évig)  |                                                                       |
| [33.] |        | Rurikidák  | III. Szvjatoszláv (2x)                                    | Святослав Всеволодович          | 1177–1180 (3 évig)  |                                                                       |
| [34.] |        | Rurikidák  | II. Jaroszláv (2x)                                        | Яросла́в Изясла́вич               | 1180 (pár hónapig)  |                                                                       |
| [32.] | –      | Rurikidák  | II. Rurik (2x)                                            | Рюрик Ростиславич               | 1180–1182 (2 évig)  |                                                                       |
| [33.] |        | Rurikidák  | III. Szvjatoszláv (3x)                                    | Святослав Всеволодович          | 1182–1194 (12 évig) |                                                                       |
| [32.] | –      | Rurikidák  | II. Rurik (3x)                                            | Рюрик Ростиславич               | 1194–1202 (8 évig)  |                                                                       |
| [35.] | –      | Rurikidák  | III. Igor * 1152 körül † 1220                             | Ингварь Ярославич               | 1202 (pár hónapig)  | II. Jaroszláv fia.                                                    |
| [32.] | –      | Rurikidák  | II. Rurik (4x)                                            | Рюрик Ростиславич               | 1203–1205 (2 évig)  |                                                                       |
| [36.] |        | Rurikidák  | II. Nagy Roman * 1151 † 1205. június 19.                  | Роман Мстиславич                | 1203–1205 (2 évig)  | II. Msztyiszláv fia.                                                  |
| [37.] | –      | Rurikidák  | II. Rosztyiszláv * 1172. április 5. † 1218. március 3.    | Ростисла́в Рю́рикович             | 1204–1206 (2 évig)  | II. Rurik fia.                                                        |
| [32.] | –      | Rurikidák  | II. Rurik (5x)                                            | Рюрик Ростиславич               | 1206 (pár hónapig)  |                                                                       |
| [38.] | –      | Rurikidák  | IV. Vöröshajú Vszevolod † 1215 augusztusa                 | Всеволод Святославич            | 1206–1207 (1 évig)  | III. Szvjatoszláv fia.                                                |
| [32.] | –      | Rurikidák  | II. Rurik (6x)                                            | Рюрик Ростиславич               | 1207–1210 (3 évig)  |                                                                       |
| [38.] | –      | Rurikidák  | IV. Vszevolod (2x)                                        | Всеволод Святославич            | 1210–1214 (4 évig)  |                                                                       |
| [35.] | –      | Rurikidák  | III. Igor (2x)                                            | Ингварь Ярославич               | 1214 (pár hónapig)  |                                                                       |
| [39.] | –      | Rurikidák  | III. Öreg Msztyiszláv * 1156 † 1223. június 2.            | Мстисла́в Рома́нович              | 1214–1223 (9 évig)  | I. Roman fia.                                                         |
| [40.] | –      | Rurikidák  | IV. Vlagyimir * 1187 † 1239. március 3.                   | Владимир Рюрикович              | 1223–1235 (12 évig) | II. Rurik fia.                                                        |
| [41.] | –      | Rurikidák  | IV. Izjaszláv * 1186 † 1255                               | Изяслав Владимирович            | 1235–1236 (1 évig)  | III. Msztyiszláv fia.                                                 |
| [42.] |        | Rurikidák  | III. Jaroszláv * 1191. február 8. † 1246. szeptember 30.  | Яросла́в (Феодор) Все́володович   | 1236–1238 (2 évig)  | III. Vszevolod fia.                                                   |
| [43.] |        | Rurikidák  | II. Szent Mihály * 1179 † 1246. szeptember 20.            | Михаи́л Все́володович             | 1238–1239 (1 évig)  | IV. Vszevolod fia.                                                    |
| [44.] | –      | Rurikidák  | III. Rosztyiszláv * 1219 † 1262                           | Ростислав Мстиславич            | 1239 (pár hónapig)  | II. Mihail fia.                                                       |
| [45.] |        | Rurikidák  | Dániel * 1201 † 1264                                      | Дании́л Рома́нович                | 1239–1240 (1 évig)  | II. Roman fia.                                                        |
| 1240-ben a mongolok elpusztították Kijevet. A nagyfejedelmi státuszt Vlagyimir vette át, a kijevi fejedelmi cím pedig névlegessé vált. |        |            |                                                           |                                 |                     |                                                                       |
| [43.] |        | Rurikidák  | II. Szent Mihály (2x)                                     | Михаи́л Все́володович             | 1240–1243 (3 évig)  |                                                                       |
| [42.] |        | Rurikidák  | III. Jaroszláv (2x)                                       | Яросла́в (Феодор) Все́володович   | 1243–1246 (3 évig)  |                                                                       |
| [46.] |        | Rurikidák  | I. Szent Sándor * 1221. május 13. † 1263. november 14.    | Алекса́ндр Яросла́вич Не́вский     | 1246–1263 (17 évig) | III. Jaroszláv fia.                                                   |

## Vlagyimiri nagyfejedelmek (1168–1362)
| N                                                                  | Portré | Dinasztia | Uralkodó                                                            | Orosz név                      | Uralkodott          | Megjegyzés                              |
| ------------------------------------------------------------------ | ------ | --------- | ------------------------------------------------------------------- | ------------------------------ | ------------------- | --------------------------------------- |
| [1.]                                                               |        | Rurikidák | I. András * 1111 † 1174. június 28.                                 | Андрей Боголюбский             | 1168–1174 (6 évig)  | I. György kijevi nagyfejedelem fia.     |
| [2.]                                                               |        | Rurikidák | I. Mihály * 1151 † 1176. június 20.                                 | Михалко (Михаил) Юрьевич       | 1174 (pár hónapig)  | I. András féltestvére.                  |
| [3.]                                                               | –      | Rurikidák | Jaropolk † 1196 után                                                | Ярополк Ростиславич            | 1174–1175 (1 évig)  | I. György kijevi nagyfejedelem unokája. |
| [2.]                                                               |        | Rurikidák | I. Mihály (2x)                                                      | Михалко (Михаил) Юрьевич       | 1175–1176 (1 évig)  | Második uralkodása.                     |
| [4.]                                                               |        | Rurikidák | III. Nagyfészkű Vszevolod * 1154 † 1212. április 13.                | Все́волод Ю́рьевич               | 1176–1212 (36 évig) | I. Mihály testvére.                     |
| [5.]                                                               |        | Rurikidák | II. György (Vszevolodovics) * 1189. november 26. † 1238. március 4. | Ю́рий (Гео́ргий) Все́володович    | 1212–1216 (4 évig)  | III. Vszevolod fia.                     |
| [6.]                                                               |        | Rurikidák | Konstantin (Vszevolodovics) * 1186. május 18. † 1218. február 3.    | Константин Всеволодович        | 1216–1218 (2 évig)  | III. Vszevolod fia.                     |
| [5.]                                                               |        | Rurikidák | II. György (2x)                                                     | Ю́рий (Гео́ргий) Все́володович    | 1218–1238 (20 évig) | Második uralkodása.                     |
| [7.]                                                               |        | Rurikidák | I. Jaroszláv * 1191. február 8. † 1246. szeptember 30.              | Яросла́в (Феодор) Все́володович  | 1238–1246 (8 évig)  | III. Vszevolod fia.                     |
| [8.]                                                               | –      | Rurikidák | Szvjatoszláv * 1196. március 27. † 1252. február 3.                 | Святосла́в Все́володович         | 1246–1248 (2 évig)  | III. Vszevolod fia.                     |
| [9.]                                                               | –      | Rurikidák | (II.) Mihály * 1229 † 1248. január 15.                              | Михаи́л Яросла́вич Хоробрит      | 1248 (1 hónapig)    | I. Jaroszláv fia.                       |
| [10.]                                                              |        | Rurikidák | II. András * 1222 † 1264                                            | Андре́й Яросла́вич               | 1249–1252 (3 évig)  | I. Jaroszláv fia.                       |
| [11.]                                                              |        | Rurikidák | I. Szent Sándor * 1221. május 13. † 1263. november 14.              | Алекса́ндр Яросла́вич Не́вский    | 1252–1263 (11 évig) | I. Jaroszláv fia.                       |
| [12.]                                                              |        | Rurikidák | II. Jaroszláv * 1230 † 1272. szeptember 16.                         | Яросла́в Яросла́вич              | 1263–1272 (9 évig)  | I. Jaroszláv fia.                       |
| [13.]                                                              |        | Rurikidák | Vaszilij * 1241 † 1276 januárja                                     | Василий Ярославич              | 1272–1276 (4 évig)  | I. Jaroszláv fia.                       |
| [14.]                                                              |        | Rurikidák | I. Dmitrij * 1254 körül † 1294                                      | Дмитрий Александрович          | 1276–1281 (5 évig)  | I. Sándor fia.                          |
| [15.]                                                              |        | Rurikidák | III. András * 1255 körül † 1304. július 27.                         | Андрей Александрович           | 1281–1283 (2 évig)  | I. Sándor fia.                          |
| [14.]                                                              |        | Rurikidák | I. Dmitrij (2x)                                                     | Дмитрий Александрович          | 1283–1293 (10 évig) | Második uralkodása.                     |
| [15.]                                                              |        | Rurikidák | III. András (2x)                                                    | Андрей Александрович           | 1293–1304 (11 évig) | Második uralkodása.                     |
| [16.]                                                              |        | Rurikidák | II. Mihály * 1271 † 1318. november 22.                              | Михаи́л Яросла́вич               | 1304–1318 (14 évig) | II. Jaroszláv fia.                      |
| [17.]                                                              |        | Rurikidák | III. György * 1281 † 1325. november 21.                             | Юрий Данилович                 | 1318–1322 (4 évig)  | I. Sándor unokája.                      |
| [18.]                                                              |        | Rurikidák | II. Dmitrij * 1299. október 15. † 1326. szeptember 26.              | Дми́трий Миха́йлович Гро́зные О́чи | 1322–1326 (4 évig)  | II. Mihály fia.                         |
| [19.]                                                              |        | Rurikidák | II. Sándor * 1301. október 7. † 1339. október 29.                   | Алекса́ндр Миха́йлович           | 1326–1327 (1 évig)  | II. Mihály fia.                         |
| [20.]                                                              | –      | Rurikidák | III. Sándor † 1331                                                  | Александр Васильевич           | 1328–1331 (3 évig)  | II. András unokája.                     |
| A fejedelemségben moszkvai fejedelmek uralkodnak 1332-től 1359-ig. |        |           |                                                                     |                                |                     |                                         |
| [21.]                                                              | –      | Rurikidák | III. Dmitrij * 1322 † 1383. június 5.                               | Дми́трий Константи́нович         | 1359–1362 (3 évig)  | II. András dédunokája.                  |

## Moszkvai nagyfejedelmek (1263–1547)
| N     | Portré | Dinasztia | Uralkodó                                                                    | Orosz név                    | Uralkodott          | Megjegyzés                              |
| ----- | ------ | --------- | --------------------------------------------------------------------------- | ---------------------------- | ------------------- | --------------------------------------- |
| [1.]  |        | Rurikidák | Szent Dániel * 1261 novembere vagy decembere † 1303. március 4. (41 évesen) | Даниил Александрович         | 1263–1303 (40 évig) | I. Sándor vlagyimiri nagyfejedelem fia. |
| [2.]  |        | Rurikidák | I. György * 1281 † 1325. november 21. (44 évesen)                           | Юрий Данилович               | 1303–1325 (22 évig) | Dániel fia.                             |
| [3.]  |        | Rurikidák | I. Pénzeszsák Iván * 1288 † 1340. március 31. (52 évesen)                   | Ива́н I Дании́лович Калита́     | 1325–1340 (15 évig) | I. György fivére.                       |
| [4.]  |        | Rurikidák | Büszke Simeon * 1316. november 7. † 1353. április 27. (36 évesen)           | Семён Иванович Гордый        | 1340–1353 (13 évig) | I. Iván fia.                            |
| [5.]  |        | Rurikidák | II. Szelíd Iván * 1326. március 30. † 1359. november 13. (33 évesen)        | Иван II Иванович Красный     | 1353–1359 (6 évig)  | Simeon fivére.                          |
| [6.]  |        | Rurikidák | Szent Doni Dmitrij * 1350. október 12. † 1389. május 19. (38 évesen)        | Дми́трий Ива́нович Донско́й     | 1359–1389 (30 évig) | II. Iván fia.                           |
| [7.]  |        | Rurikidák | I. Vaszilij * 1371. december 30. † 1425. február 27. (53 évesen)            | Василий I Дмитриевич         | 1389–1425 (36 évig) | I. Dmitrij fia.                         |
| [8.]  |        | Rurikidák | II. Vak Vaszilij * 1415. március 10. † 1462. március 27. (47 évesen)        | Василий II Васильевич Тёмный | 1425–1433 (8 évig)  | I. Vaszilij fia.                        |
| [9.]  |        | Rurikidák | II. György * 1374. november 26. † 1334. június 5. (59 évesen)               | Юрий Дмитриевич              | 1433–1434 (1 évig)  | I. Dmitrij fia.                         |
| [8.]  |        | Rurikidák | II. Vak Vaszilij (2x)                                                       | Василий II Васильевич Тёмный | 1434 (pár hónapig)  |                                         |
| [9.]  |        | Rurikidák | II. György (2x)                                                             | Юрий Дмитриевич              | 1434 (pár hónapig)  |                                         |
| [10.] |        | Rurikidák | (III.) Kancsal Vaszilij * 1421 † 1448 (27 évesen)                           | Василий Юрьевич Косой        | 1434 (pár hónapig)  | II. György fia.                         |
| [8.]  |        | Rurikidák | II. Vak Vaszilij (3x)                                                       | Василий II Васильевич Тёмный | 1434–1445 (11 évig) |                                         |
| [11.] |        | Rurikidák | II. Dimitrij * 1420 körül † 1453. július 17. (kb. 33 évesen)                | Дмитрий Юрьевич Шемяка       | 1445 (pár hónapig)  | II. György fia.                         |
| [8.]  |        | Rurikidák | II. Vak Vaszilij (4x)                                                       | Василий II Васильевич Тёмный | 1445–1446 (1 évig)  |                                         |
| [11.] |        | Rurikidák | II. Dimitrij (2x)                                                           | Дмитрий Юрьевич Шемяка       | 1446–1447 (1 évig)  |                                         |
| [8.]  |        | Rurikidák | II. Vak Vaszilij (5x)                                                       | Василий II Васильевич Тёмный | 1447–1462 (15 évig) |                                         |
| [12.] |        | Rurikidák | III. Nagy Iván * 1440. január 22. † 1505. október 27. (65 évesen)           | Иван III Васильевич Великий  | 1462–1505 (43 évig) | II. Vaszilij fia.                       |
| [13.] |        | Rurikidák | III. Vaszilij * 1479. március 25. † 1533. december 3. (54 évesen)           | Василий III Иванович         | 1505–1533 (28 évig) | III. Iván fia.                          |
| [14.] |        | Rurikidák | IV. Rettegett Iván * 1530. augusztus 25. † 1584. március 28. (53 évesen)    | Ива́н Васи́льевич Гро́зный      | 1533–1547 (14 évig) | III. Vaszilij fia.                      |

## Orosz cárok és cárnők (1547–1917)

### Az utolsó Rurikidák a moszkvai ágból (1547–1598)
| N    | Portré | Uralkodóház  | Uralkodó                                           | Orosz név               | Uralkodott          | Megjegyzés                      |
| ---- | ------ | ------------ | -------------------------------------------------- | ----------------------- | ------------------- | ------------------------------- |
| [1.] |        | Rurikidák    | IV. Rettegett Iván                                 | Ива́н Васи́льевич Гро́зный | 1547–1584 (37 évig) | 1547-ben felvette a cári címet. |
| –    |        | Mongol kánok | Szemjon Buktakovics * ? † 1616. január 5.          | Симеон Бекбулатович     | (1575–1576)         | Nem volt valódi cár.            |
| [2.] |        | Rurikidák    | I. Fjodor * 1557. május 31. † 1598. január 16./17. | Фёдор I Иванович        | 1584–1598 (14 évig) | IV. Iván fia.                   |

### Azűrzavaros idők(1598–1613)
| N    | Portré | Uralkodóház | Uralkodó                                                   | Orosz név                   | Uralkodott         | Megjegyzés |
| ---- | ------ | ----------- | ---------------------------------------------------------- | --------------------------- | ------------------ | --- |
| [3.] |        | Godunovok   | Borisz Godunov * 1551 † 1605. április 23.                  | Бори́с Фёдорович Годуно́в     | 1598–1605 (7 évig) | I. Fjodor sógora. |
| [4.] |        | Godunovok   | II. Fjodor * 1589 † 1605. június 20.                       | Фёдор II Борисович          | 1605 (pár hónapig) | Borisz fia. |
| [5.] |        | nem ismert  | Ál-Dmitrij * 1581 † 1606. május 17.                        | Лжедмитрий                  | 1605–1606 (1 évig) | Azt állította (hamisan) magáról, hogy azonos IV. Iván fiatalon elhalt fiával, Dmitrij cáreviccsel.                                                   |
| [6.] |        | Rurikidák   | IV. Vaszilij * 1552. szeptember 22. † 1612. szeptember 12. | Василий IV Иванович Шуйский | 1606–1610 (4 évig) | I. Fjodor halálával a Rurik-dinasztia fejévé lépett elő, aki az uralkodóház sujszkiji ágából származott. Ő volt az utolsó Rurik-házi orosz uralkodó. |
| [7.] |        | Vasa        | Lengyelországi Ulászló * 1595. június 9. † 1648. május 20. | Владислав                   | 1610–1612 (2 évig) | III. Zsigmond lengyel király fia. Később, 1632-től IV. Ulászló néven lengyel király.                                                                 |

## Romanov-ház (1613–1762)
Bővebben: a Romanov-ház cikkben
| Uralkodó                                                  | Portré | Uralkodása                             | Uralkodási évei        | Koronázása                                                                  | Megjegyzés |
| --------------------------------------------------------- | ------ | -------------------------------------- | ---------------------- | --------------------------------------------------------------------------- | --- |
| I. Mihály oroszul: Михаил I (1596–1645)                   |        | 1613. február 21. – 1645. július 13.   | 32 év, 5 hónap, 2 nap  | 1613. július 22. Uszpenszkij-székesegyház                                   | Fjodor Nyikityics Romanov és Kszenyija Ivanovna Sesztova fia. Trónra kerülése végett vetett a zűrzavarok időszakának. |
| Alekszej oroszul: Алексей (1629–1676)                     |        | 1645. július 13. – 1676. január 29.    | 30 év, 6 hónap, 16 nap | 1645. szeptember 28. Uszpenszkij-székesegyház                               | I. Mihály orosz cár és Jevdokija Lukjanovna Sztresnyeva fia. |
| III. Fjodor oroszul: Фёдор III (1661–1682)                |        | 1676. január 29. – 1682. május 7.      | 6 év, 2 hónap, 29 nap  | 1676. június 28. Uszpenszkij-székesegyház                                   | Alekszej orosz cár és Marija Iljinyicsna Miloszlavszkaja idősebb fia. Betegség következtében fiatalon, utód nélkül hunyt el. |
| Szofja Alekszejevna oroszul: Со́фья Алексе́евна (1657–1704) |        | 1682. június 8. – 1689. szeptember 22. | 7 év, 3 hónap, 14 nap  | Nem koronázták meg, mivel a cári címet testvérei viselték társuralkodóként. | III. Fjodor orosz cár nővére. Az ország régense volt, amíg a cári címet kiskorú öccsei, V. Iván és I. Péter viselték társuralkodóként.                                                                                             |
| V. Iván oroszul: Иван V (1666–1696)                       |        | 1682. május 7. – 1696. február 8.      | 13 év, 9 hónap, 1 nap  | 1682. június 25. Uszpenszkij-székesegyház                                   | Alekszej orosz cár és Marija Iljinyicsna Miloszlavszkaja fiatalabb fia. Betegségei okán a tényleges hatalom 1689-ig nővére, Szofja Alekszejevna, majd féltestvére, I. Péter kezében összpontosult.                                 |
| I. (Nagy) Péter oroszul: Пётр I (1672–1725)               |        | 1682. május 7. – 1725. február 8.      | 42 év, 9 hónap, 1 nap  | 1682. június 25. Uszpenszkij-székesegyház                                   | Alekszej orosz cár és második felesége, Natalja Kirillovna Nariskina elsőszülött fia. Fokozatosan vette át a hatalmat féltestvéreitől, mígnem az ország egyeduralkodója lett. 1721-ben felvette a „minden oroszok császára” címet. |
| I. Katalin oroszul: Екатерина I (1684–1727)               |        | 1725. február 8. – 1727. május 17.     | 2 év, 3 hónap, 9 nap   | 1724. május 7. Uszpenszkij-székesegyház                                     | I. Péter orosz cár második felesége. 1724-es megkoronázására mint társuralkodó került sor. Ő volt Oroszország történelmének első jog szerinti női uralkodója.                                                                      |
| II. Péter oroszul: Пётр II (1715–1730)                    |        | 1727. május 17. – 1730. január 30.     | 2 év, 8 hónap, 13 nap  | 1728. február 25. Uszpenszkij-székesegyház                                  | I. Péter orosz cár unokája, annak első feleségével, Jevdokija Fjodorovna Lopuhinával való házasságból. Betegség következtében hunyt el fiatalon.                                                                                   |
| Anna oroszul: Анна (1693–1740)                            |        | 1730. február 15. – 1740. október 28.  | 10 év, 8 hónap, 28 nap | 1730. április 28. Uszpenszkij-székesegyház                                  | V. Iván orosz cár és Praszkovja Fjodorovna Szaltikova fiatalabbik leánya. Nem születtek gyermekei így örökösének unokahúga, Anna Leopoldovna újszülött fiát, Ivánt választotta.                                                    |
| Ernst Johann von Biron (1690–1772)                        |        | 1740. október 28. – 1740. november 20. | 24 nap                 | Nem koronázták meg, az ország régensének nevezték ki.                       | Kurföld és Zemgale hercege. Anna orosz cárnő őt nevezte meg örököse, Iván mellé régensnek. A herceget azonban Burkhard Christoph von Münnich megbuktatta.                                                                          |
| Anna Leopoldovna oroszul: А́нна Леопо́льдовна (1718–1746)   |        | 1740. november 20. – 1741. december 6. | 1 év, 16 nap           | Nem koronázták meg, mivel a cári címet legidősebb fiú gyermeke viselte.     | Anna orosz cárnő unokahúga, akinek fia, Iván lett a cárnő örököse. Ernst Johann von Biron bukását követően őt nevezték ki az ország régensének fia mellé.                                                                          |
| VI. Iván oroszul: Иоанн VI (1740–1764)                    |        | 1740. október 28. – 1741. december 6.  | 1 év, 1 hónap, 8 nap   | Fiatal kora okán nem koronázták meg, idő előtt trónfosztották.              | Anna Leopoldovna fia. Két hónapos korában lett Oroszország cárja, ám egy évvel később rokona, Erzsébet megdöntötte anyja hatalmát és átvette az uralkodást.                                                                        |
| Erzsébet oroszul: Елизаве́та (1709–1762)                   |        | 1741. december 6. – 1762. január 5.    | 20 év, 30 nap          | 1742. május 6. Uszpenszkij-székesegyház                                     | I. Péter orosz cár és I. Katalin cárnő fiatalabbik leánya. A korabéli Európa egyik legjelentősebb monarchája volt. |

## Holstein–Gottorp–Romanov-ház (1762–1917)
Bővebben: a Holstein–Gottorp–Romanov-ház cikkben
| Uralkodó                                             | Portré | Uralkodása                             | Uralkodási évei        | Koronázása                                                                                | Megjegyzés |
| ---------------------------------------------------- | ------ | -------------------------------------- | ---------------------- | ----------------------------------------------------------------------------------------- | --- |
| III. Péter oroszul: Пётр III (1728–1762)             |        | 1762. január 9. – július 9.            | 6 hónap, 14 nap        | Nem koronázták meg, mivel alig fél évvel azt követően, hogy trónra került, meggyilkolták. | I. Péter orosz cár unokája, Károly Frigyes holstein–gottorpi herceg és Anna Petrovna nagyhercegnő egyetlen gyermeke.                                                                   |
| II. (Nagy) Katalin oroszul: Екатерина II (1729–1796) |        | 1762. július 9. – 1796. november 17.   | 34 év, 4 hónap, 8 nap  | 1762. szeptember 23. Uszpenszkij-székesegyház                                             | III. Péter orosz cár felesége, Oroszország császárnéjából lett az ország uralkodója. Az egyik legjelentősebb orosz monarcha.                                                           |
| I. Pál oroszul: Па́вел I (1754–1801)                  |        | 1796. november 17. – 1801. március 23. | 4 év, 4 hónap, 7 nap   | 1797. április 5. Uszpenszkij-székesegyház                                                 | III. Péter orosz cár és II. Katalin orosz cárnő egyetlen fia. Anyjával szembeni ellenérzései miatt az ő uralkodása alatt vezették be, hogy nő többet ne örökölhesse az ország trónját. |
| I. Sándor oroszul: Александр I (1777–1825)           |        | 1801. március 23. – 1825. december 1.  | 24 év, 8 hónap, 8 nap  | 1801. szeptember 15. Uszpenszkij-székesegyház                                             | I. Pál orosz cár és Marija Fjodorovna legidősebb fia. Mivel feleségétől Jelizaveta Alekszejevnától csak két korán elhunyt leánya született, így a trónt öccse örökölte.                |
| I. Miklós oroszul: Николай I (1796–1855)             |        | 1825. december 1. – 1855. március 2.   | 29 év, 3 hónap, 1 nap  | 1826. szeptember 3. Uszpenszkij-székesegyház                                              | I. Sándor orosz cár fiatalabb öccse. Azt követően vált orosz cárrá, hogy bátyja, Konsztantyin morganatikus házassága miatt lemondott trónörökléséről.                                  |
| II. Sándor oroszul: Александр II (1818–1881)         |        | 1855. március 2. – 1881. március 13.   | 26 év, 10 hónap, 1 nap | 1856. szeptember 7. Uszpenszkij-székesegyház                                              | I. Miklós orosz cár és Alekszandra Fjodorovna legidősebb fia. 1881-ben egy bombamerénylet végzett vele.                                                                                |
| III. Sándor oroszul: Александр III (1845–1894)       |        | 1881. március 13. – 1894. november 1.  | 13 év, 7 hónap, 19 nap | 1883. május 28. Uszpenszkij-székesegyház                                                  | II. Sándor orosz cár és Marija Alekszandrovna legidősebb fia. |
| II. Miklós oroszul: Николай II (1868–1918)           |        | 1894. november 1. – 1917. március 15.  | 22 év, 4 hónap, 14 nap | 1896. május 26. Uszpenszkij-székesegyház                                                  | III. Sándor orosz cár és Marija Fjodorovna legidősebb fia. 1917-es lemondatását követően a bolsevikok családjával együtt kivégezték 1918 júliusában.                                   |

## Fordítás
- Ez a szócikk részben vagy egészben  a(z)   Правители Российского государства című orosz Wikipédia-szócikk fordításán alapul.  Az eredeti cikk szerkesztőit annak laptörténete sorolja fel. Ez a jelzés csupán a megfogalmazás eredetét és a szerzői jogokat jelzi, nem szolgál a cikkben szereplő információk forrásmegjelöléseként.